# Musei civici Luigi Sturzo
I musei civici Luigi Sturzo (in siciliano U carciri burbonicu) sono una catena museale del comune di Caltagirone, ospitati nell'edificio dell'ex carcere borbonico e diviso in tre sezioni:
- sezione archeologica
- pinacoteca
- raccolta storica

## Edificio
Il carcere venne costruito durante il Regno dei Borboni, su richiesta della "Regia gran corte criminale" e il senato civico ne volle la costruzione "a guisa di castello", in ricordo del castello distrutto dal terremoto del Val di Noto del 1693, e incaricò della costruzione il siracusano Natale Bonaiuto.
Il volume massiccio dell'edificio è arricchito dalle decorazioni della facciata. Questa si presenta articolata da un ordine gigante di lesene ioniche sopra un basamento, che sorreggono un grande cornicione sporgente. Negli spazi intermedi le finestre su due piani sono caratterizzate da timpani mistilinei sporgenti e da incorniciature bugnate, arricchite da volute. Al centro la facciata è coronata da un grande stemma cittadino.
All'interno sono presenti al piano terra grandi stanze per i prigionieri comuni, con catene e inferriate; al primo piano erano presenti la cappella, magazzini e depositi, e al secondo gli alloggi degli ufficiali e delle guardie. Nel sottotetto erano le celle di isolamento. Erano inoltre presenti dei sotterranei.

## Storia
Le collezioni furono raccolte da Emanuele Taranto Rosso, naturalista, archeologo, numismatico ed amante dell'arte, e aperte al pubblico a partire dal 1843 presso il Collegio dei gesuiti come "Gabinetto di storia naturale e di archeologia". Il museo venne aperto nel giorno dell'onomastico del re, quale "omaggio alla patria e incitamento alla gioventù" e fu concepito come centro di ricerca, studio e tutela, legato al mondo della scuola.
Dopo un periodo di decadenza e abbandono, don Luigi Sturzo allora sindaco della città, fondò nel 1914 il museo civico. I conservatori del museo, Vincenzo e Maria Vaccaro arricchirono l'esposizione con l'acquisto di opere dalle mostre di pittura nazionali. In seguito vi furono continui trasferimenti in edifici diversi e il depauperamento e il trafugamento delle raccolte. Per un breve periodo fu curatore del museo, Antonino Ragona, storico e ceramologo. Le collezioni del museo civico contribuirono ad arricchire il Museo statale della ceramica, con la riduzione dell'esposizione a sole quattro sale dell'ultimo piano del carcere.
Dal 1990 venne avviata l'inventariazione delle collezioni e il restauro di materiali; la documentazione fotografica si estese a tutti i beni culturali della città e del territorio, con rilievi delle aree archeologiche e la raccolta del patrimonio orale delle tradizioni popolari.

## Collezioni
Oggi i musei civici comprendono varie collezioni suddivise in sezioni che illustrano la storia e i vari aspetti della comunità e del territorio caltagironese.

### Sezione archeologica
La sezione archeologica testimonia la continuità e i caratteri della presenza umana nella zona. Comprende reperti neolitici provenienti dai siti di "Sant'Ippolito" e delle "Pille", corredi tombali dell'età del bronzo e del ferro rinvenuti nella "necropoli della Montagna", con tombe a thòlos, fra le più vicine, in Sicilia, ai modelli greco-micenei. Gli insediamenti indigeni e grecizzati di "Monte Balchino" e di "Piano Casazze" sono testimoniati da vasi e strumenti litici dall'età preistorica all'arrivo dei Greci.
Dal centro urbano siculo-greco di Monte San Mauro provengono vasi, piccola plastica, gioielli indigeni e d'importazione greca.
Una saletta è dedicata ai ritrovamenti dovuti a interventi stradali o a nuove edificazioni nella città di Caltagirone.

### Pinacoteca
Attigua alle sale archeologiche è la "Pinacoteca" che espone una parte dei dipinti restaurati negli ultimi anni. Raccoglie tele di autori prevalentemente siciliani, dal XVI secolo al XX secolo. Possiede anche una collezione di ceramiche siciliane, tra cui quattro busti settecenteschi raffiguranti le 4 stagioni.
La prima sala ospita i dipinti più antichi, fra cui: Sant'Antonio di Padova, tavola cinquecentesca d'ignoto siciliano, dono di un fratello di Emanuele Taranto, monaco cassinese nel Monastero di San Benedetto a Catania; la Conversione di San Paolo di Pietro D'Asaro, detto il "Monocolo di Racalmuto"; seguono altri dipinti dei secoli successivi e la vasta raccolta della famiglia Vaccaro, pittori sette-ottocenteschi che rappresentarono a Caltagirone il passaggio dal Classicismo al Romanticismo.
Si conservano inoltre dipinti otto-novecenteschi d'artisti prevalentemente meridionali e locali: Francesco Lo Jacono, Beppe Ciardi, Vincenzo Caprile, Bazzaro, Francesco Netti, Corrado, Libertini, Chiarandà, Strom ed altri.

### Sezione storia
Di interesse storico-artistico sono il fercolo di San Giacomo, in legno dorato ed argentato, opera cinquecentesca del napoletano Scipione di Guido, un piccolo presepe ottocentesco del frate Benedetto Papale, una portantina vescovile di fine Settecento, vasi da giardino della bottega Bongiovanni-Vaccaro le iscrizioni della tomba di Fra Luca Pujada (1432), della concessione da parte del re di Spagna Filippo IV dell'università degli studi a Caltagirone (1622) e della conduzione dell'acqua pubblica dell'Acquanuova (1606).
Pergamene e sigilli dall'epoca normanna, con privilegi, concessioni feudali ed esenzioni da tasse e prestazioni, non sono esposti per motivi conservativi.

## Altre esposizioni
Fanno parte dei musei civici di Caltagirone anche la "Mostra naturalistica permanente", esposta nell'ex monastero di San Gregorio, e la "Galleria civica d'arte moderna e contemporanea", sita nell'edificio dell'ospedale delle Donne.